# Barcelona Futebol Clube (Rondônia)
O Barcelona Futebol Clube é uma equipe esportiva da cidade de Porto Velho, no estado de Rondônia, fundada em 7 de outubro de 2016.
O time é conhecido por Catalão Vilhenense e por índio do Norte em alusão ao mascote que é o índio Zonoecê, nome escolhido pelos torcedores através de enquete realizada no site do globoesporte.com. Os torcedores do time são conhecidos como Geral do Barça, uma das mais fanáticas do estado.

## História
O Barcelona Futebol Clube, também conhecido pelo torcedor como Índio do Norte e Catalão Vilhenense, iniciou as atividades como time amador no distrito de Vitória da União, que pertence ao município de Corumbiara, em 1995. Em 2012 o presidente/fundador do clube mudou-se para Vilhena onde disputou campeonatos amadores em na cidade e região. Profissionalizado em 7 de outubro de 2016 o Barcelona foi o quarto clube profissional do município. Os outros são o Ajax, VEC e Atlético Rondoniense - o Ajax não joga profissionalmente desde 2001 e o Atlético jamais disputou torneios profissionais.[carece de fontes?]
Em 2017 o Barcelona disputou pela primeira vez o Campeonato Rondoniense. O índio do Norte time surpreendeu a desbancou vários times tradicionais (VEC, Ji-Paraná, Genus e Ariquemes), chegando à final da competição. Apesar de ter sido superior nas duas partidas da final o Barcelona não conseguiu levantar a taça de campeão, empatando em 0 a 0 diante do Real Ariquemes na primeira partida fora de casa. No segundo confronto, jogando em seus domínios no estádio Portal da Amazônia, o Barcelona desperdiçou diversas importunidades de marcar mas não fez e o Real Ariquemes chegou ao gol com atleta índio que após cobrar uma falta a bola bateu na barreira  e voltou pra ele mesmo mandar no canto esquerdo do goleiro do time da casa. Um duro golpe para a torcida Geral do Barça que não parou de cantar um minuto se quer. O gol foi no final da partida, que já se encaminhava para as cobranças de pênaltis. Com a vitória por um 1 a 0, o Real sagrou-se campeão pela primeira vez. O Barcelona com o vice-campeonato ganhou o direito de representar Rondônia no Campeonato Brasileiro - Série D de 2018.
Em 2018 chegou novamente na final contra o Real Ariquemes, no primeiro jogo empatou em 1 a 1, no jogo da volta perdeu por 1 a 0 perdendo o título novamente.
Em crise desde 2019, disputou o Campeonato Rondoniense pela última vez em 2021.
O clube retornou em 2023 para a disputa da Série B, acabou não conseguindo o acesso, porém, devido às desistências do Guaporé e Vilhenense. O clube conquistou o acesso.
Em 2024, o presidente do clube anunciou a mudança de sua sede para Porto Velho, capital de Rondônia. No mesmo ano o clube foi o vice-campeão do Campeonato Rondoniense sucumbindo para o Gazin Porto Velho.

## Campanhas de destaque
- Vice-Campeonato Rondoniense: 3 vezes (2017, 2018 e 2024).

## Estatísticas

### Participações
|  | Participações em 2025 |

| Competição | Competição             | Temporadas | Melhor campanha                  | Estreia | Última | P | R |
| Rondônia   | Campeonato Rondoniense | 7          | Vice-campeão (2017, 2018 e 2024) | 2017    | 2025   |   | – |
| Rondônia   | Série B                | 1          | Vice-campeão (2023)              | 2023    | 2023   | 1 |   |
| Brasil     | Série D                | 2          | 35º colocado (2018)              | 2018    | 2019   | – |   |
| Brasil     | Copa do Brasil         | 1          | 1ª fase (2025)                   | 2025    | 2025   |   |   |

### Temporadas
Legenda:
| Campeão. Vice-campeão. Eliminado na semifinal. | Classificado à Copa Libertadores da América pela campanha no Campeonato Brasileiro. Classificado à Copa Libertadores da América pelo título da Copa do Brasil ou Copa Libertadores. Classificado à Copa Sul-Americana. | Rebaixado à divisão inferior. Campeão e promovido à divisão superior. Promovido à divisão superior. |

### Retrospecto em competições oficiais
Última atualização: Série D de 2019.
| Competição | Competição | Temporadas | Títulos | Pts. | J  | V | E | D | GP | GC |
| ---------- | ---------- | ---------- | ------- | ---- | -- | - | - | - | -- | -- |
| Brasil     | Série D    | 2          | –       | 16   | 12 | 4 | 4 | 4 | 15 | 17 |

## Escudo
| Evolução do escudo do Barcelona Futebol Clube | Evolução do escudo do Barcelona Futebol Clube | Evolução do escudo do Barcelona Futebol Clube | Evolução do escudo do Barcelona Futebol Clube | Evolução do escudo do Barcelona Futebol Clube | Evolução do escudo do Barcelona Futebol Clube | Evolução do escudo do Barcelona Futebol Clube | Evolução do escudo do Barcelona Futebol Clube |
| 2016-Presente                                 |                                               |                                               |                                               |                                               |                                               |                                               |                                               |
| --------------------------------------------- | --------------------------------------------- | --------------------------------------------- | --------------------------------------------- | --------------------------------------------- | --------------------------------------------- | --------------------------------------------- | --------------------------------------------- |

## Rivalidades
O clube mantem rivalidade contra outro clube da cidade, o VEC.
- Barcelona vs Vilhena
- El Clásico de Rondônia : Barcelona vs Real Ariquemes[20]